# بيتر ديوتش
بيتر ديوتش هو منافس ألعاب قوى مجري، ولد في 19 أغسطس 1968.

## وصلات خارجية
- بيتر ديوتش على موقع الاتحاد الدولي لألعاب القوى (الإنجليزية)